# Lion-en-Sullias
Lion-en-Sullias je francouzská obec v departementu Loiret v regionu Centre-Val de Loire. V roce 2012 zde žilo 391 obyvatel.

## Sousední obce
Dampierre-en-Burly, Ouzouer-sur-Loire, Saint-Aignan-le-Jaillard, Saint-Florent, Saint-Gondon

## Vývoj počtu obyvatel
Počet obyvatel 